# 稲包山
稲包山 （いなつつみやま）は、群馬県利根郡みなかみ町と吾妻郡中之条町に位置する山で、標高1,598メートルである。ぐんま百名山で、「ぐんま県境稜線トレイル」三国峠～稲包山周回コースにもなっている。

## 登山ルート
- 赤沢スキー場より、約4時間。
- 法師温泉側の巡視道より、約3時間。
- 三国スキー場跡～三坂峠より、約4時間。
- 四万川ダム～赤沢峠より、約4時間。

## 周辺の山々
- 三国山
- 上ノ倉山・忠次郎山・上ノ間山・白砂山

## 河川
- 赤谷川
- 四万川

## アクセス

### 赤沢スキー場・法師温泉
- 車:関越自動車道月夜野インターチェンジより、国道17号で約40分[4]。
- バス:上越新幹線上毛高原駅より、関越交通・みなかみ町営バス法師線で約60分。後閑駅より約75分[5]。

### 三国スキー場跡
- 車:関越自動車道月夜野インターチェンジより、国道17号で約70分。湯沢インターチェンジより、国道17号で約50分。
- バス:上越新幹線越後湯沢駅より、南越後観光バスで苗場スキー場まで約70分。三国スキー場跡まで3.5キロメートル、徒歩約60分。

### 四万川ダム
- 車:関越自動車道渋川伊香保インターチェンジより、国道353号で約60分[6]。
- バス:吾妻線中之条駅より、関越交通四万温泉行で約45分[7]。終点より徒歩約30分、またはタクシーで約30分。
- 高速バス:四万温泉号で東京駅八重洲通りより、約4時間（通年）[8]。新越谷駅・川越駅より約4時間（冬期休業）[9]。